# Kariem Hussein
Kariem Hussein (* 4. Januar 1989 in Münsterlingen) ist ein schweizerisch-ägyptischer Leichtathlet. Sein grösster Erfolg ist der Titelgewinn im 400-Meter-Hürdenlauf bei den Europameisterschaften 2014 in Zürich.

## Ausbildung
Kariem Hussein schloss seine Matura an der Kantonsschule Kreuzlingen ab und studierte ab 2009 Medizin an der Universität Fribourg. Drei Jahre später wechselte er für das Masterstudium an die Universität Zürich. Im Oktober 2018 schloss Kariem Hussein seine Ausbildung zum Mediziner mit dem Staatsexamen ab.

## Sportliche Laufbahn
Hussein war in seiner Jugend ein begeisterter Fussballer beim FC Tägerwilen. Als er sein Studium der Medizin aufnahm, wandte er sich wegen der individuelleren Trainingsmöglichkeiten der Leichtathletik zu und probierte sich in den Disziplinen 200-Meter-, 400-Meter- und 110-Meter-Hürdenlauf sowie Hochsprung. Schliesslich entschied er sich für die Disziplin 400-Meter-Hürdenlauf.
Sein erstes Rennen über 400 Meter Hürden bestritt Hussein am 18. Juli 2009 in Bern, wo er mit 52,52 s knapp die Qualifikation für die U23-Europameisterschaften verpasste. Im selben Jahr wurde er Schweizer Vizemeister, und zwischen 2011 und 2014 errang er viermal in Folge den Meistertitel. 2012 qualifizierte er sich für die Olympischen Spiele in London, konnte aber wegen einer Verletzung nicht antreten.
Am 15. August 2014 errang Hussein vor heimischem Publikum in Zürich den Titel des Europameisters über 400 Meter Hürden in neuer persönlicher Bestzeit von 48,96 s. Damit war er auch der einzige Schweizer, der bei diesen Europameisterschaften eine Goldmedaille für das Gastgeberland gewann. Zwei Wochen später, am 28. August 2014, erreichte Hussein beim Leichtathletik-Meeting in Zürich Platz vier über 400 Meter Hürden in einer neuerlichen persönlichen Bestzeit von 48,70 s. Am 13. September gelang ihm beim Leichtathletik-Continental-Cup 2014 in Marrakesch eine erneute Verbesserung auf 48,47 s, was zugleich europäische Saisonbestzeit bedeutete.
Am 8. August 2015 lief er in Zug über 400 Meter Hürden erneut eine persönliche Bestleistung mit 48,45 s. Bei den Weltmeisterschaften 2015 in Peking erreichte er den Halbfinal und schied dann als Neuntplatzierter aus. Kurz darauf siegte er beim Sportfest Weltklasse Zürich in seiner Paradedisziplin und sorgte damit für den ersten Schweizer Sieg im Hauptprogramm des Meetings seit 14 Jahren. Bei den Europameisterschaften 2016 in Amsterdam errang er mit 49,10 s Bronze.
2016 wurde Hussein für die Teilnahme an den Olympischen Spielen in Rio de Janeiro nominiert. Dort schied er aufgrund einer Verletzung im Vorlauf aus. Bei den Weltmeisterschaften 2017 in London erreichte er den Final und belegte Rang acht. Im Januar 2018 erlitt er während eines Trainingslagers in Südafrika einen Muskelfaserriss. Im Juli sagte er seine Teilnahme an den Europameisterschaften in Berlin im August des Jahres ab; er leide weiterhin an gesundheitlichen Problemen und stehe mitten im Staatsexamen. Bei den Leichtathletik-Weltmeisterschaften 2019 in Doha schied er mit einem sechsten Platz nach dem Vorlauf aus.
2018 zog Hussein für ein Jahr in die Niederlande, um dort bei Laurent Meuwly in Papendal zu trainieren. In Zürich wird er seitdem von Helen Barnett-Burkart betreut.

### Dopingsperre
Bei den Schweizer Meisterschaften 2021 gab Hussein eine positive Dopingprobe ab und wurde deswegen kurz vor den Olympischen Spielen in Tokio von Swiss Olympic für neun Monate gesperrt. Er gab an, dass der positive Test auf eine Lutschtablette zurückzuführen sei, welche die verbotene Substanz Nikethamid enthalten habe, und räumte ein, einen folgenschweren Irrtum begangen zu haben. Nikethamid ist im Training erlaubt, während des Wettkampfes jedoch nicht.

## Familie
Kariem Hussein ist der Sohn eines ägyptischen Vaters und einer Schweizer Mutter. Sein Vater Ehab, von Beruf Osteopath, war Ende der 1970er Jahre in die Schweiz gekommen; zuvor spielte er Volleyball in der ägyptischen Nationalmannschaft und bei einem Club in Dubai.

## Ehrungen
- 2014 Schweizer Newcomer des Jahres[15]
- 2014 «Thurgauer des Jahres»[16]
- 2014 Stadtzürcher Sportpreis[17]
- 2014 Schweizer «Leichtathlet des Jahres»[18]
- 2015 Schweizer «Leichtathlet des Jahres»[19]
- 2017 Schweizer «Leichtathlet des Jahres»[8]